# Casbia vulpina
Casbia vulpina là một loài bướm đêm trong họ Geometridae.